# Беррі – Джуайма – Рас-Танура
Беррі – Джуайма – Рас-Танура – газопровід, що сполучає кілька газопереробних підприємств на сході Саудівської Аравії.
В середині 1970-х років почав роботу газопереробний завод Беррі, який, зокрема, продукує фракцію С3+. Її транспортування до Рас-Танури, де у комплексі нафтопереробного заводу діє фракціонатор, може відбуватись по перепрофілійованих нафтопроводах BRT-1 та BRT-3 (Berri Ras Tanura-1, -3) довжиною 58 км та 59 км відповідно з діаметром по 400 мм. 
Невдовзі після ГПЗ Беррі дещо північніше ваід Рас-Танури став до ладу комплекс фракціонування Джуайма, який отримує зріджені вуглеводневі гази передусім по трубопроводах Утманія – Джуайма та Шедгам – Джуайма. При цьому в 1980-му майданчик в Джуаймі також сполучили із зазначеною вище системою Беррі – Рас-Танура двома перемичками довжиною по 7 км – BJNGL-1 (Berri Juaimah Natural Gasl Liquids-1) діаметром 600 мм та JRTNGL-1 (Juaimah Ras Tanura Natural Gasl Liquids-1) діаметром 650 мм, що передають до Джуайми або отримують звідти фракцію С3+. Таким чином була забезпечена можливість для маневру ресурсом між зазначеними фракціонаторами.